# Église Saint-Nicolas de Surba
Pour les articles homonymes, voir Église Saint-Nicolas.
L'église Saint-Nicolas de Surba datant du XIIe siècle est située sur la commune de Surba, dans le département de l'Ariège, en France.

## Description
C'est une église à simple nef avec clocher-mur renforcé doté de quatre arcades avec cloches et d'un oculus.
À l'intérieur se trouve une nef spacieuse, qui débouche sur une large et unique abside semi-circulaire.
Au XVIIe siècle, le chœur est orné d'un somptueux retable du XVIIe siècle représentant la Crucifixion.

## Localisation
Elle se trouve à 537 m d'altitude, à l'est du village, desservie par la RD 233 et avec cimetière attenant.

## Historique
L'église date du XIIe siècle modifiée au XVIIe siècle.
Au XIXe siècle est ajoutée la voûte actuelle, endommagée par une tempête en 1976 et restaurée par la suite.
Durant l'été 2020, le système campanaire a été rénové.
Elle fait l'objet d'une inscription au titre des monuments historiques par arrêté du 29 juillet 1977.

## Galerie

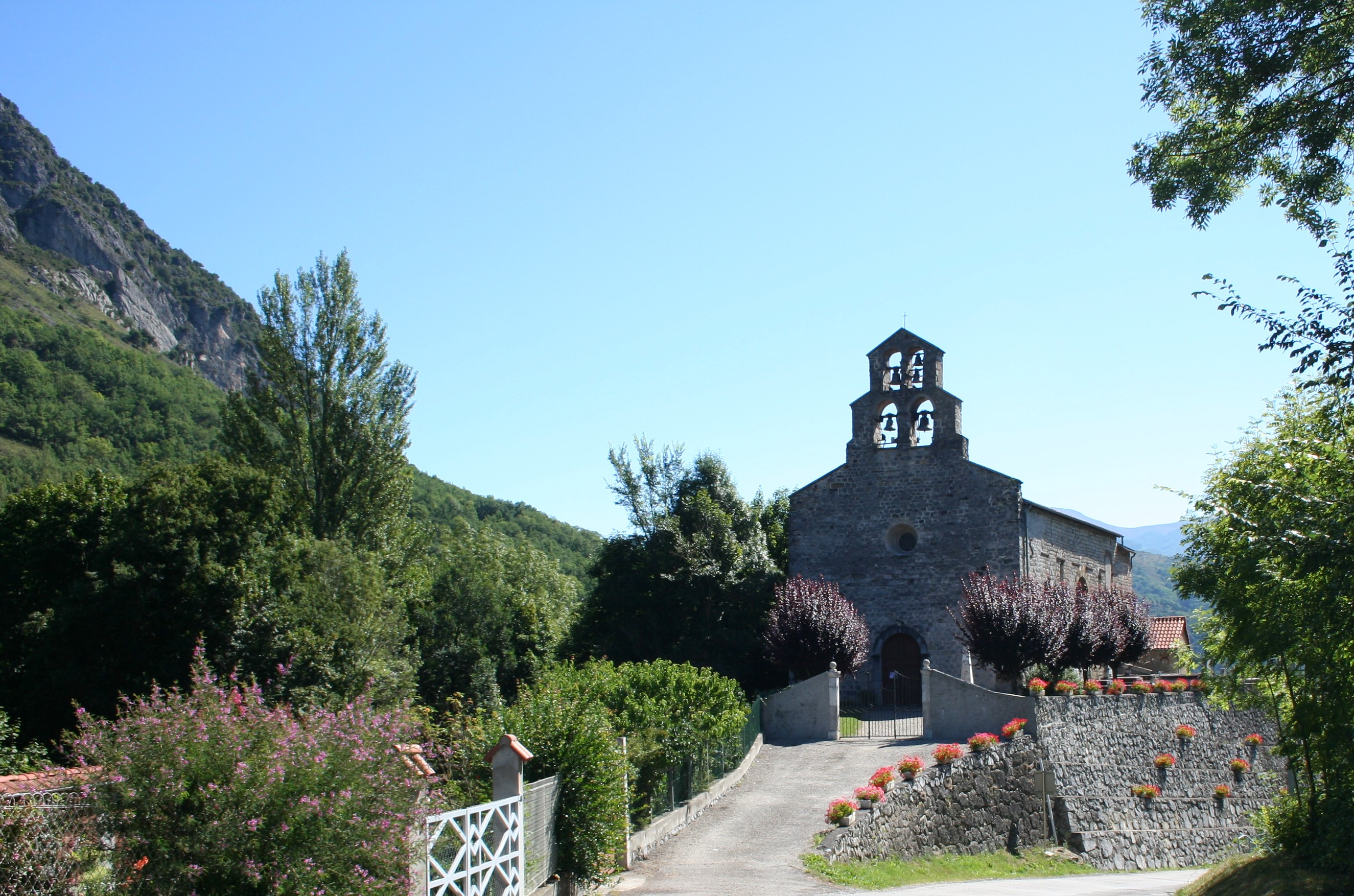

## Mobilier
La base Palissy inventorie et décrit six objets protégés dont 4 tableaux et une statue .